# Tapirira mexicana
Tapirira mexicana es una especie de planta que pertenece a la familia Anacardiaceae, algunos de sus nombres comunes son: caobilla y duraznillo (Chiapas), huichini (Oaxaca).

## Clasificación y descripción
Es un árbol de hasta 30 m de alto y un diámetro de 70 cm, tronco cilíndrico, frecuentemente con contrafuertes, copa densa y ramas gruesas.  La corteza externa es muy lenticelada a lo largo del tronco cuando joven y presenta una corteza con fisuras verticalmente con pequeñas escamas triangulares con el tiempo, a veces con exudado acuoso, transparente o anaranjado. La madera es dura, blanquecina con una albura de color crema. Tiene hojas compuestas alternas, dispuestas en espira, de 15 a 30 cm de largo; de 7 a 8 folíolos opuestos o subopuestos imparipinnados, de 7.5 x 3 a 13 x 5 cm, elípticos o lanceolados con el margen entero, ápice agudo o acuminado, base atenuada a obtusa frecuentemente asimétrica, márgenes ondulados, color verde oscuro brillante en la haz y más pálido en el envés glabros en ambas superficie; estipulas ausentes. Esta es una especie monoica, presenta inflorescencia en panícula, axilares de hasta 20 cm de largo, las ramas de la inflorescencia son escasamente pubescentes. Las flores masculinas son actinomorfas, 6 mm de diámetro; cáliz de 5 sépalos redondeados de 1.5 mm de largo, glabros; pétalos 5, de 3 mm de largo,  imbricados, ovados, agudos, recurvados, glabros; estambres 8 a 10, de 1.5 mm de largo, glabros; anteras de 1 mm de largo; ovario pequeño y rudimentario, rodeado por un nectario acojinado. Las flores femeninas sésiles de 6 a 7 mm de diámetro, de color verde blancuzco, en panículas estrechas de 4 a 6 cm de largo, con escasa pubescencia; sépalos 5, de 1 a 1.5 mm de largo, ovados glabras; pétalos 5, de 3 a 4 mm de largo, anchamente oblongos, con el ápice redondeado, glabro; estambres 10, ca. 2 mm de largo; ovario redondeado por un nectario acojinado; ovario inflado ca. 2 mm de largo, glabro, 1-locular, un solo óvulo; estilo 5, libres, estigmas redondeados. Flores observadas de febrero a marzo y junio. Presenta infrutescencias de 5 a 10 cm de largo; con drupas de 2 a 2.5 x 1.5 a 1.8 cm, glabras, amarillas; mesocarpio delgado y carnoso, endocarpio leñoso, con una sola semilla de 1.5 cm de largo.

## Distribución y ambiente
México: Norte de Puebla y el centro de Veracruz, Oaxaca en la zona de los Chimalapas y en la Depresión Central de Chiapas; Belice, Costa Rica, Panamá y Nicaragua. Forma parte las selvas altas, medianas, bajas, perennifolias y subperennifolia.

## Usos
Su madera parecida a la caoba, se utiliza para fabricar muebles, ventanas y puertas. En Veracruz, México, se utiliza como planta medicinal mezclándola con otras plantas para realizar una infusión para baños después del parto para desinflamar rápidamente.